# Mike Magee
Mike Magee (Elmhurst, 2 settembre 1984) è un ex calciatore statunitense, di ruolo centrocampista o attaccante. Nella stagione 2013, con la maglia dei Chicago Fire, si è aggiudicato il titolo di MVP (miglior giocatore) della Major League Soccer grazie alle 21 reti segnate .

## Carriera

### New York MetroStars
Dopo essersi diplomato alla Bradenton Academy, Magee si trasferì in Europa. Dopo essere stato in prova presso vari club (tra cui l'Ajax), non essendo riuscito a ottenere un ingaggio tornò negli Stati Uniti e prese parte al draft della Major League Soccer del 2003: in questa occasione venne messo sotto contratto dai New York MetroStars.
L'allora allenatore dei MetroStars, Bob Bradley, gli fece disputare ogni singola gara della stagione 2003, durante la quale Magee segnò 7 reti.
In totale Magee disputò sei stagioni con il club di New York, segnando in totale 23 reti in 130 gare.

### Los Angeles Galaxy
Magee venne ceduto ai Los Angeles Galaxy nel gennaio 2009. Nella sua prima stagione segnò due 2 gol nei playoff di MLS, aiutando la squadra a raggiungere la finale, poi persa ai calci di rigore contro il Real Salt Lake. Con la maglia dei Galaxy, Magee ha giocato anche come portiere: il 25 giugno 2011 sostituì il portiere di riserva Josh Saunders, che era stato espulso dopo aver sostituito l'infortunato titolare Donovan Ricketts, nella partita contro i San Jose Earthquakes. In questa circostanza Magee effettuò quattro parate, preservando la porta inviolata per lo 0-0 finale. Nel 2011 Magee conquistò con i Galaxy la MLS, vinta in finale per 1-0 contro gli Houston Dynamo. Ripeté il successo l'anno seguente, quando la squadra californiana batté in finale per 3-1 sempre la compagine di Houston.

### Chicago Fire
Il 24 maggio 2013, Magee passò ai Chicago Fire. Con il nuovo club ebbe un impatto immediato, segnando 7 gol nelle prime 7 partite, per un totale in stagione di 18 reti in 26 presenze sommando le diverse competizioni. Nonostante questi ottimi risultati, i Chicago Fire non riuscirono a qualificarsi per i playoff. Il 20 novembre Magee, insieme a Robbie Keane e Marco Di Vaio, venne nominato per il titolo di miglior giocatore della stagione (MVP Award). Il 5 dicembre Magee venne eletto MVP della MLS, primo giocatore dei Chicago Fire a vincere il premio. Nel settembre 2014, Magee subì un intervento chirurgico all'anca destra che lo tenne fuori dal campo per otto mesi. Nel maggio 2015, Magee venne ceduto in prestito al Saint Louis FC, affiliato al club di Chicago, per completare il suo recupero da questo infortunio. Magee concluse la sua carriera con i Chicago Fire nel 2015, con un bottino complessivo di 28 reti in 60 presenze.

### Ritorno ai Los Angeles Galaxy
Il 14 gennaio 2016, i Galaxy annunciano il ritorno a Los Angeles di Magee come free-agent. Dopo un'ultima stagione in California, il 4 gennaio 2017, dopo 14 anni di carriera, Magee annunciò il suo ritiro dal calcio.

### Nazionale
Nel 2003 Magee disputatò i mondiali under-20 tenutisi negli Emirati Arabi, segnando uno dei goal nella vittoria per 3-1 contro il Paraguay. In quella edizione, la nazionale degli Stati Uniti raggiunse i quarti di finale, dove venne sconfitta per 2-1 dall'Argentina.

## Palmarès

### Club
- MLS Supporters' Shield: 2

Los Angeles Galaxy: 2010, 2011
- Campionato MLS: 2

Los Angeles Galaxy: 2011, 2012

### Individuale
- MLS Most Valuable Player Award: 1

2013
- MLS Best XI: 1

2013